# معبد بولفار ويلشاير
معبد بولفار ويلشاير المعروف منذ عام 1862 وحتى عام 1933 كمجمع بناي بريث، الذي يمثل أقدم جماعة يهودية في لوس أنجلوس، كاليفورنيا. يُعد المبنى الرئيسي لمعبد بولفار ويلشاير مع حرمه الذي يعلوه قبة مبنية بأسلوب الإحياء البيزنطي ومزينة بالجداريات الداخلية، معلمًا ثقافيًا تاريخيًا في مدينة لوس أنجلوس، ويُدرج في السجل الوطني للأماكن التاريخية. انتهى العمل على المبنى الذي يستخدم الأسلوب المغربي ويقع على بولفار ويلشاير في منطقة مركز ويلشاير، عام 1929، وقد صُمم من قبل المعماري آبرام. إم. إدلمان (ابن الحاخام الأول للمجمع، ابراهام وولف إدلمان).
يُعد معبد بولفار ويلشاير أحد أكبر المجامع اليهودية في لوس أنجلوس، وقد ترأسه عدة حاخامات مؤثرين. وُصف إدغار ماغنين بأنه «جون وأين» الحاخامات، وخدم لمدة 69 سنة منذ عام 1915 وحتى عام 1984.
بنت الجماعة حرمًا جامعيًا ثانيًا على الجانب الغربي، بعد حدوث التهجير بين شعبها، وقد افتتُح في عام 1998. على الرغم من التقارير المتكررة التي أظهرت أن الجماعة قد تبيع المبنى التاريخي القديم الذي أصبح ما يُعرف بالحي الكوري، بدأ المعبد تجديدات واسعة للمنشأة التاريخية في عام 2008 برئاسة الحاخام ستيفن زد. ليدر. أعيد فتح الحرم المقدس في عام 2013. بدأت أعمال البناء في جناح أودري إيرماس عام 2018، وهي عبارة عن توسيعات في الموقع الأصلي من تصميم ريم كوولهاس. أُعيد افتتاح الحرم المقدس في عام 2013. بدأت الأعمال على جناح أودري إرماس في عام 2018، وشملت توسعًا كبيرًا في الموقع الأصلي ليُصمم من قبل ريم.

## لمحة تاريخية

### السنوات المبكرة
تعود أصول معبد بولفار ويلشاير لأول شعائر دينية يهودية في لوس أنجلوس، والتي أٌقيمت في عام 1854. حصل مجتمع يهودي صغير في عام 1862 على موافقة الدولة لتأسيس تجمع بناي بريث. قاد الشعائر المؤسس وغير المتخصص بالدين جوزيف نيو مارك، حتى تعيين ابراهام وولف إدلمان في عام 1862 كأول حاخام. تعهد يهود لوس أنجلوس، الذين حُجبوا لفترة طويلة من قبل مجتمع سان فرانسيسكو الأكثر ازدهارًا، ببناء أول مبنى للجماعة، وهو عبارة عن كنيس بُني من القرميد بأسلوب الإحياء القوطي في عام 1873، في زاوية معبد وشارع عريض، وسط مدينة لوس أنجلوس. وصفت لوس انجلوس ستار المبنى بأنه «أعرق صرح كنسي في جنوب كاليفورينا».
بحلول عام 1885، كانت معظم الجماعة تسعى للابتعاد عن الممارسة الأرثوذكسية، وفي نهاية المطاف استقال الحاخام إدلمان. عُين ابراهام شرايبر حاخاما في عام 1885، وأجرى بعد الإصلاحات، لكنه سرعان ما غادر. عُين ابراهام بلوم في عام 1889، لكنه أُجبر على الخروج في عام 1895 وحل محله موسى جي سولومون.
انتقلت جماعة بناي بريث إلى كنيس أكبر حجمًا من القرميد مبني بالأسلوب الفيكتوري من تصميم إدلمان أيضًا، مع برجين طويلين جانبيين وقبب بصلية كبيرة.